# Zhang Jin
Zhang Jin, 張晉T, 张晋S, noto anche come Max Zhang (Chongqing, 19 maggio 1974) è un attore cinese, artista marziale ed ex atleta di wushu che ha vinto il premio di miglior attore non protagonista alla 33ª edizione dell'Hong Kong Film Awards.

## Carriera
Zhang ha iniziato la sua carriera come stuntman, in particolare in La tigre e il dragone (2000) come controfigura di Zhang Ziyi, con il quale ha poi collaborato come attore cinematografico in My Lucky Star (2013) e The Grandmaster (2013). Ha anche recitato in Rise of the Legend nel 2014, Kill Zone - Ai confini della giustizia nel 2015, The Brink nel 2017, Master Z: Ip Man Legacy, spin-off della saga di Ip Man uscito nel 2018, dedicato proprio al personaggio interpretato da Zhang, ed  Escape Plan 3 - L'ultima sfida nel 2019. Appare anche in un piccolo ruolo minore in Pacific Rim - La rivolta (2018).

## Vita privata
Il 12 gennaio 2008 ha sposato Ada Choi, un'attrice di Hong Kong. La coppia ha tre figli.

## Filmografia
- Liu mang lu shi, regia di Tung-Chuen Chan (1994)
- La tigre e il dragone (Wòhǔ Cánglóng), regia di Ang Lee (2000) (stunt)
- Mo ren kuang dao, regia di Douglas Kung (2001)
- Ji di huang ling, regia di Douglas Kung (2002)
- Shui yue dong tian - serie TV (2003)
- Gong fu wu di, regia di Wing-Kin Yip (2007)
- Shao Lin jiang shi tian ji, regia di Douglas Kung (2007)
- L'imperatrice e i guerrieri (Jiang shan mei ren), regia di Siu-Tung Ching (2008)
- Wushu, regia di Antony Szeto (2008)
- Lau long che sai kai bui, regia di Adrian Kwan (2009)
- Tiger-Team – Der Berg der 1000 Drachen, regia di Peter Gersina (2010)
- Ai qing wei xiu zhan, regia di Ning Wang (2010)
- Xuan hong, regia di Fung Chi Keung (2012)
- The Grandmaster (Yut doi jung si), regia di Wong Kar-wai (2013)
- My Lucky Star (Fei chang xing yun), regia di Dennie Gordon (2013)
- Du cheng feng yun, regia di Wong Jing (2014)
- Shao nian dang zi qiang, regia di Wing-Kin Yip (2014)
- Rise of the Legend (Huang feihong zhi yingxiong you meng), regia di Roy Chow (2014)
- Kill Zone - Ai confini della giustizia (Shā pò láng II), regia di Pou-Soi Cheang (2015)
- Ip Man 3 (Yè Wèn Sān), regia di Wilson Yip (2015)
- Duk gai, regia di Lawrence Ah-Mon (2017)
- Kuang shou, regia di Jonathan Li (2017)
- Pacific Rim - La rivolta (Pacific Rim: Uprising), regia di Steven S. DeKnight (2018)
- Master Z: Ip Man Legacy (Ye Wen wai zhuan : Zhang Tianzhi), regia di Yuen Wo Ping (2018)
- Escape Plan 3 - L'ultima sfida (Escape Plan: The Extractors), regia di John Herzfeld (2019)
- Jiu long bu bai, regia di Fruit Chan (2019)
- Shi Dun Ci Ke, regia di Jeffrey Lau (2021)
- Career as a Mercenary (Wo de yong bing shengya), regia di Michael Chiang (2021)

## Doppiatori italiani
- Christian Iansante in The Grandmaster
- Andrea Zalone in Kill Zone - Ai confini della giustizia
- Francesco Venditti in Ip Man 3
- Andrea Beltramo in Ip Man Legacy - Master Z
- Gianfranco Miranda in Pacific Rim - La rivolta
- Matteo De Mojana in Escape Plan 3 - L'ultima sfida